# Turquia nos Jogos Olímpicos de Verão de 1956
A Turquia competiu nos Jogos Olímpicos de Verão de 1956, realizados em Melbourne, Austrália e Estocolmo, Suécia.